# محمد زهير رجب
د. محمد زهير رجب مخرج سوري آخر أعماله المسلسل السوري طوق البنات والدمشقي عطر الشام والاجتماعي الغريب وقام بإخراج مسلسل باب الحارة الجزء العاشر من إنتاج شركة قبنض . من أبرز أعماله مسلسل أنا قلبي دليلي وقد أخرج عدة أعمال منها مسلسل شركاء يتقاسمون الخراب سنة (2008) ومسلسل انتقام الوردة سنة (2006). وقد عمل كمخرج مساعد مع نجدة إسماعيل أنزور في مسلسل الكواسر .حالياً يعمل المخرج على مسلسل اجتماعي بعنوان «في القلب شيء آخر» لكي يعرض في رمضان.

## وصلات خارجية
- المصري اليوم - لقاء مع محمد زهير رجب